# Державний кордон Екваторіальної Гвінеї

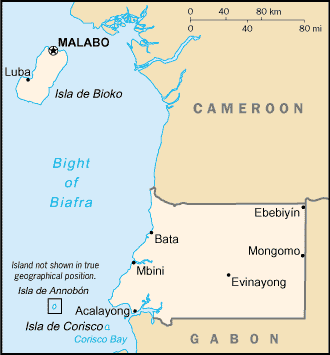
Карта Екваторіальної Гвінеї

Державний кордон Екваторіальної Гвінеї — державний кордон, лінія на поверхні Землі та вертикальна поверхня, що проходить по цій лінії, що визначають межі державного суверенітету Екваторіальної Гвінеї над власними територією, водами, природними ресурсами в них і повітряним простором над ними.

## Сухопутний кордон
Загальна довжина кордону — 528 км. Екваторіальна Гвінея межує з 2 державами. 
Ділянки державного кордону
| Держава | Ділянка        | Довжина (км) | Прикордонні регіони | Примітки |
| ------- | -------------- | ------------ | ------------------- | -------- |
| Камерун | північ         | 183          |                     |          |
| Габон   | південь і схід | 345          |                     |          |

## Морські кордони
Екваторіальна Гвінея омивається водами заток Біафра (північ) і Кориско (південь) Гвінейської затоки Атлантичного океану. Загальна довжина морського узбережжя 296 км. Згідно з Конвенцією Організації Об'єднаних Націй з морського права (UNCLOS) 1982 року, протяжність територіальних вод країни встановлено в 12 морських миль (22,2 км). Виключна економічна зона встановлена на відстань 200 морських миль (370,4 км) від узбережжя.